# Baustertgraben
Baustertgraben ist ein Ortsteil der Ortsgemeinde Baustert im Eifelkreis Bitburg-Prüm in Rheinland-Pfalz.

## Geographische Lage
Baustertgraben liegt nördlich der Ortsgemeinde Baustert auf einer Hochebene. Der Ortsteil ist vor allem durch die umfangreichen landwirtschaftlichen Nutzflächen geprägt.

## Geschichte

### Namensherkunft
Der Name Baustertgraben leitet sich von dem Standort des ersten errichteten Gebäudes ab. Dieses wurde unmittelbar an einem Wassergraben erbaut, welcher noch heute die Banngrenze zur Gemeinde Feilsdorf bildet. Aus der ursprünglichen Bezeichnung „Auf dem Graben“ wurde später der noch heute gültige Name „Baustertgraben“.

### Besiedelung
Die erste Bebauung erfolgte um das Jahr 1865. Bereits kurze Zeit später folgten weitere Häuser ausgehend vom Wassergraben in westlicher Richtung. Im Jahre 1920 existierten insgesamt vier Gebäude. 1969 wurde die Kreisstraße 9 von Baustertgraben nach Feilsdorf neu vermessen und ausgebaut. Im Zuge der Baumaßnahmen wurde das Gelände begradigt, ein Gebäude abgebrochen und der Ortsteil voll erschlossen. Die vorherige Straße ist heute noch teilweise als Sackgasse erhalten. Ab dem Jahr 1950 kam es zu einem Bauboom und es entstanden weitere Neubauten, sodass Baustertgraben im Jahre 1999 bereits 14 Gebäude zählte.

### Brand 2014
Am 5. März 2014 kam es zu einem Brand in einem der ältesten Gebäude. Es wurde 1899/1900 erbaut und bei dem Brand stark beschädigt. In der Nacht zum 6. März 2014 folgte ein weiterer Brand, bei dem der ehemalige Bauernhof schließlich vollständig zerstört wurde. Ursächlich war ein elektrischer Defekt.

## Sehenswürdigkeiten

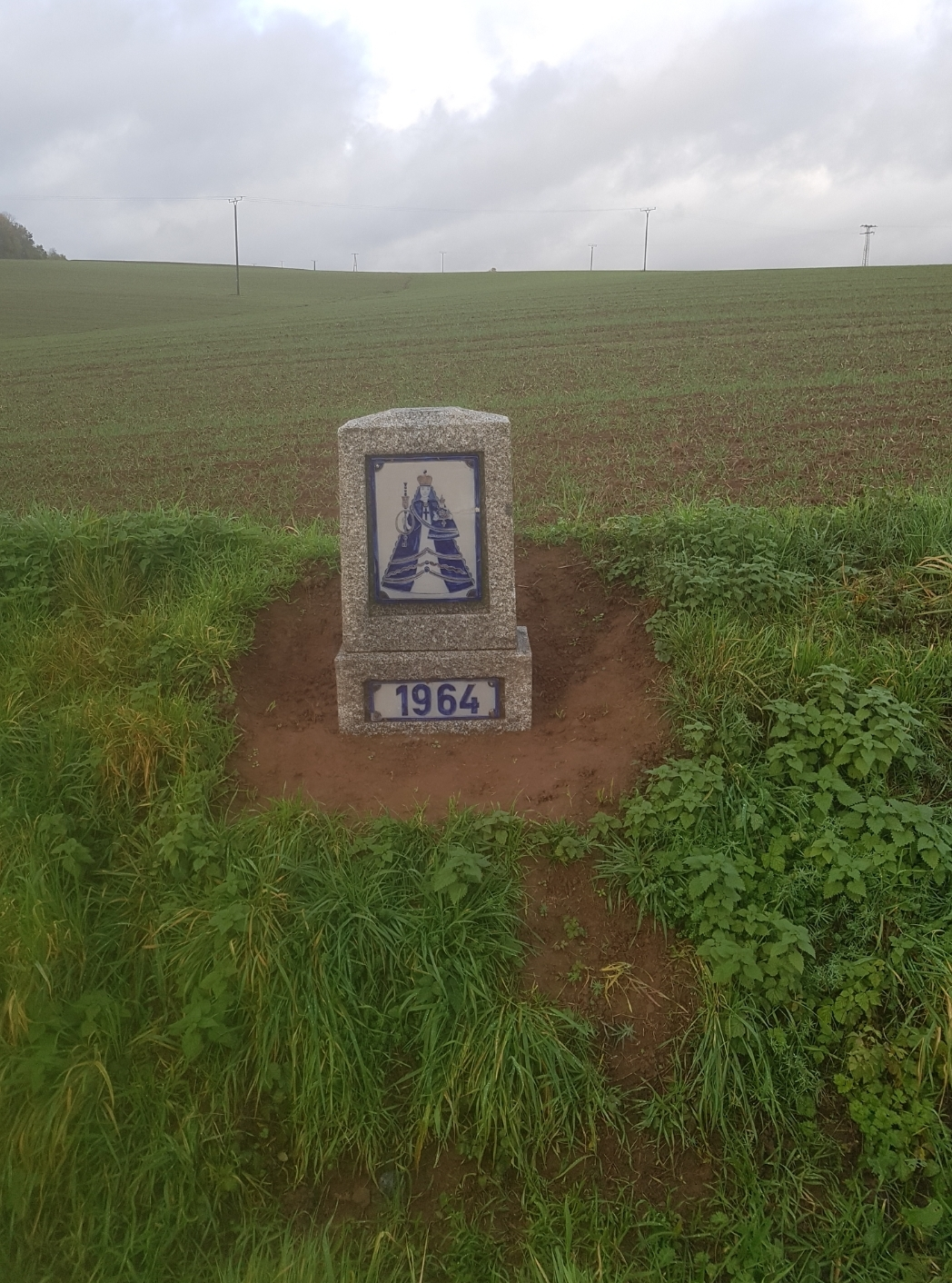
Wegekreuz an der K 9 in Richtung Baustert

Sehenswert ist vor allem ein Wegekreuz aus dem Jahre 1964. Dieses befindet sich an der K 9 in Richtung Baustert. Es handelt sich um ein modernes Straßenkreuz mit einer eingearbeiteten Keramikplatte.

## Verkehr
Baustertgraben ist durch die Kreisstraße 9 von Baustert in Richtung Feilsdorf erschlossen.